# وزارت رفاه و تأمین اجتماعی
وزارت رفاه و تأمین اجتماعی در سال ۱۳۸۳ و پس از تصویب قانون نظام جامع تأمین اجتماعی در مجلس ششم تشکیل شد. این وزارت‌خانه در تیرماه ۱۳۹۰ با دو وزارت‌خانه تعاون و کار و امور اجتماعی ادغام شده و حاصل آن، تشکیل وزارت تعاون، کار و رفاه اجتماعی بود.
قانون نظام جامعه تأمین اجتماعی در آذر ۱۳۸۲ در مجلس ششم تصویب شد و معرفی وزیر و تشکیل وزارت‌خانه به مجلس هفتم (که کنترل آن در اختیار محافظه‌کاران قرار داشت) موکول شد. در ابتدای آغاز به کار مجلس هفتم برخی از نمایندگان در لزوم تشکیل این وزارت‌خانه تشکیک کردند تا جاییکه عبدالله رمضان‌زاده، سخنگوی دولت خاتمی، لزوم قانونی تشکیل این وزارت‌خانه بر اساس مصوبات مجلس قبل را یادآور شد. سرانجام محمدحسین شریف‌زادگان به‌عنوان اولین وزیر رفاه و تأمین اجتماعی از مجلس رای اعتماد گرفت.

## اهداف و برنامه‌ها
هدف اولیه از تأسیس این وزارت‌خانه تجمیع همه نهادهای خدماتی حمایتی و بیمه گر همچون سازمان تأمین اجتماعی، سازمان بهزیستی، سازمان خدمات درمانی، هلال احمر، سازمان حوادث غیر مترقبه، سازمان اورژانس کشور، کمیته امداد امام خمینی، بنیاد جانبازان و مستضعفان، بنیاد شهید، سازمان بازنشستگی، صندوق بیمه روستاییان و … و پایان دادن به تشتت گسترده در ارائه خدمات حمایتی و بیمه‌ای در کشور بود اما از آنجا که اصولگرایان با هر گونه کاهش اختیارات علی خامنه‌ای مخالفت می‌کنند، نهادهای زیر نظر وی همچون کمیته امداد و بنیادها به فعالیت خود خارج از حیطه این قانون ادامه دادند.
مسئولان اعلام کردند که نظام جامع اطلاعات ایرانیان را فراهم خواهند آورد تا بر اساس آن کد تأمین اجتماعی (در آمریکا: Social Securty Number) برقرار شود. (اقدامی که تاکنون صورت نگرفته).
محمد ستاری‌فر از معاونان خاتمی و یکی از طراحان این سازمان می‌گوید: «اگر اغراق نباشد باید بگویم من شخصاً درجه اعتبار این قانون را بعد از قانون اساسی می‌دانم.»
یکی از معاونان سازمان تأمین اجتماعی نیز گفت که وزارت رفاه باید همه افراد را تا دو سال پس از تأسیس تحت پوشش قرار دهد.

## مخالفان
تشکیل این وزارت‌خانه با مخالف وزیر بهداشت و رؤسای دانشگاه‌های علوم پزشکی مواجه گردید.
مسعود پزشکیان وزیر وقت بهداشت درمان و آموزش پزشکی معتقد است که:" وقتی دولت در الفبای ارائه خدمات بهداشتی و درمانی به مردم مشکل دارد و قدرت پرداخت منابع مالی را ندارد چگونه می‌خواهد وزارت رفاه برای مردم درست کند؟" سازمان تأمین اجتماعی که بر اساس این قانون به وزارت‌خانه تبدیل گردید) پیشتر زیر مجموعه وزارت بهداشت، درمان و آموزش پزشکی قرار داشت. هم چنین برخی از نهادهای کارگری پیرامون استفاده از منابع صندوق تأمین اجتماعی (که از محل پرداخت حق بیمه کارگران در نیم قرن گذشته جمع‌آوری شده‌است) در سایر مصارف ابراز نگرانی کردند.

## موافقان
به گفته نمایندگان مدافع طرح بیش از ۲۵٪ از بودجه کل کشور صرف مسایل امور خدماتی، حمایتی و درمانی می‌شود، اما هیچ وزارت‌خانه‌ای پاسخگوی این هزینه‌ها و همچنین وضعیت خدمات حمایتی و رفاهی در کشور نیست. به گفته نمایندگان سازمان‌های مختلفی در این امور مشغول هستند که تعدد آنان منجر به موازی کاری و تلف شدن بخش عمده‌ای از بودجه کشور می‌گردد. همچنین با گذشت بیش از دو دهه از انقلاب ۵۷ هنوز اهداف اصل ۴۹ قانون اساسی جمهوری اسلامی محقق نشده‌است.

## وزیران
| ر. | نام | نام                         | نگاره | آغاز تصدی        | پایان تصدی       | دولت | رئیس دولت | م.     |
| -- | --- | --------------------------- | ----- | ---------------- | ---------------- | ---- | --------- | ------ |
| ۱  |     | محمدحسین شریف‌زادگان         |       | ۲۴ تیر ۱۳۸۳      | ۵ شهریور ۱۳۸۴    | هشتم | خاتمی     | [ ۱۰ ] |
| –  |     | داود مددی سرپرست            |       | ۵ شهریور ۱۳۸۴    | ۱۸ آبان ۱۳۸۴     | نهم  | احمدی‌نژاد | [ ۱۱ ] |
| ۲  |     | پرویز کاظمی                 |       | ۱۸ آبان ۱۳۸۴     | ۳ مهر ۱۳۸۵       | نهم  | احمدی‌نژاد |        |
| –  |     | علی یوسف‌پور سرپرست          |       | ۳ مهر ۱۳۸۵       | ۷ آبان ۱۳۸۵      | نهم  | احمدی‌نژاد |        |
| ۳  |     | عبدالرضا مصری               |       | ۷ آبان ۱۳۸۵      | ۱۵ شهریور ۱۳۸۸   | نهم  | احمدی‌نژاد |        |
| –  |     | نادعلی الفت‌پور سرپرست       |       | ۱۵ شهریور ۱۳۸۸   | ۲۴ آبان ۱۳۸۸     | دهم  | احمدی‌نژاد |        |
| ۴  |     | صادق محصولی                 |       | ۲۴ آبان ۱۳۸۸     | ۲۵ اردیبهشت ۱۳۹۰ | دهم  | احمدی‌نژاد |        |
| –  |     | عبدالرضا شیخ‌الاسلامی سرپرست |       | ۲۵ اردیبهشت ۱۳۹۰ | ۱۲ مرداد ۱۳۹۰    | دهم  | احمدی‌نژاد |        |

### محمدحسین شریف‌زادگان
اولین وزیر معرفی شده برای این پست در دولت محمد خاتمی، محمدحسین شریف‌زادگان رئیس وقت سازمان تأمین اجتماعی بود که موفق به کسب رای اعتماد از مجلس هفتم گردید. تصویب قانون نظام جامع تأمین اجتماعی از فعالیت‌های مهم شریف‌زادگان بود.
شریف‌زادگان که مسئول کمیته اقشار میرحسین موسوی در انتخابات ریاست‌جمهوری ایران (۱۳۸۸) بود در بهمن ۱۳۸۹ توسط نیروهای امنیتی بازداشت شد.

### پرویز کاظمی
محمود احمدی‌نژاد ابتدا سید مهدی هاشمی را برای پست وزارت به مجلس هفتم معرفی کرد اما موفق به احراز رای اعتماد مجلس نشد. وی سپس پرویز کاظمی را معرفی کرد که از مجلس رای اعتماد گرفت.
احمدی‌نژاد یکسال بعد در مهر ۱۳۸۵ وی را نیز برکنار کرده و عبدالرضا مصری را به مجلس معرفی گرد. مصری نماینده کرمانشاه در مجلس هفتم و پیش از آن سابقه فعالیت در سازمان زندانها و کمیته امداد را داشته‌است. هم‌زمان با معرفی وی برخی از نمایندگان طرح انحلال وزارت رفاه و انتقال سازمان تأمین اجتماعی به وزارت بهداشت و درمان (همچون گذشته) را تصویب کردند که به فرجام نرسید.
وی به‌عنوان دومین وزیر کار در مجلس گفت:حوزه فعالیت وزارت رفاه براساس قانون ساختار نظام جامع رفاه و تأمین اجتماعی حوزه بیمه‌ای، حمایتی و توانبخشی از طریق اعطای یارانه و کمک مالی به افراد و خانواده‌های نیازمند و حوزه امدادی شامل، امداد و نجات در حوادث غیرمترقبه است.
پیش‌بینی می‌شود بیمه‌شدگان سازمان تأمین اجتماعی در سال ۸۸ بالغ بر ۸ میلیون و ۵۰۸ هزار و ۵۴۳ نفر و سازمان بازنشستگی کشوری یک میلیون و ۴۳۴ هزار نفر خواهند شد که مجموعاً ۹/۹ میلیون نفر را (حدود ۵۶ درصد جمعیت ۷۰ میلیونی کشور را) شامل می‌شوند که با توجه به منابع و مصارف کنونی آینده‌ای خطرناک برای بیمه شدگان پیش‌بینی می‌شود.
وی پس از برکناری از پست وزارت در مصاحبه‌ای گفت که پس از دو-سه جلسه ۴۵ دقیقه‌ای گفتگو با ثمره هاشمی (از نزدیکان احمدی‌نژاد و خود او) به‌عنوان وزیر معرفی شده‌است.

### عبدالرضا مصری
عبدالرضا مصری که دارای مدرک کارشناسی علوم اجتماعی است آبان ۱۳۸۵ با ۱۹۱ رای موافق از مجموع ۲۵۹ نماینده حاضر به‌عنوان سومین وزیر رفاه و تأمین اجتماعی آغاز بکار کرد.

### صادق محصولی
صادق محصولی وزیر کشور دولت نهم و وزیر رفاه در دولت دهم جمهوری اسلامی است. محصولی با اینکه پس از انتخابات بحث‌برانگیز دهم در سمت خود به‌عنوان وزیر کشور ابقا نشد اما سرانجام در روز ۲۵ آبان ۱۳۸۸ با رای ضعیف نمایندگان مجلس شورای اسلامی (۱۴۹ رای موافق از مجموع ۲۶۵ رای ماخوذه) به‌عنوان وزیر رفاه و تأمین اجتماعی انتخاب شد. پیشتر احمدی‌نژاد فاطمه آجرلو را برای این سمت معرفی کرده بود که با رای عدم اعتماد نمایندگان از این سمت بازماند.